# Xã Sedan, Quận Chautauqua, Kansas
Xã Sedan (tiếng Anh: Sedan Township) là một xã thuộc quận Chautauqua, tiểu bang Kansas, Hoa Kỳ. Năm 2010, dân số của xã này là 1.435 người.